# ماركو موراليس
ماركو موراليس هو عارض فلبيني، ولد في 16 يوليو 1982 في بولاكان في الفلبين.

## وصلات خارجية
- ماركو موراليس على موقع IMDb (الإنجليزية)
- ماركو موراليس على موقع قاعدة بيانات الفيلم (الإنجليزية)